# Hovdvärg

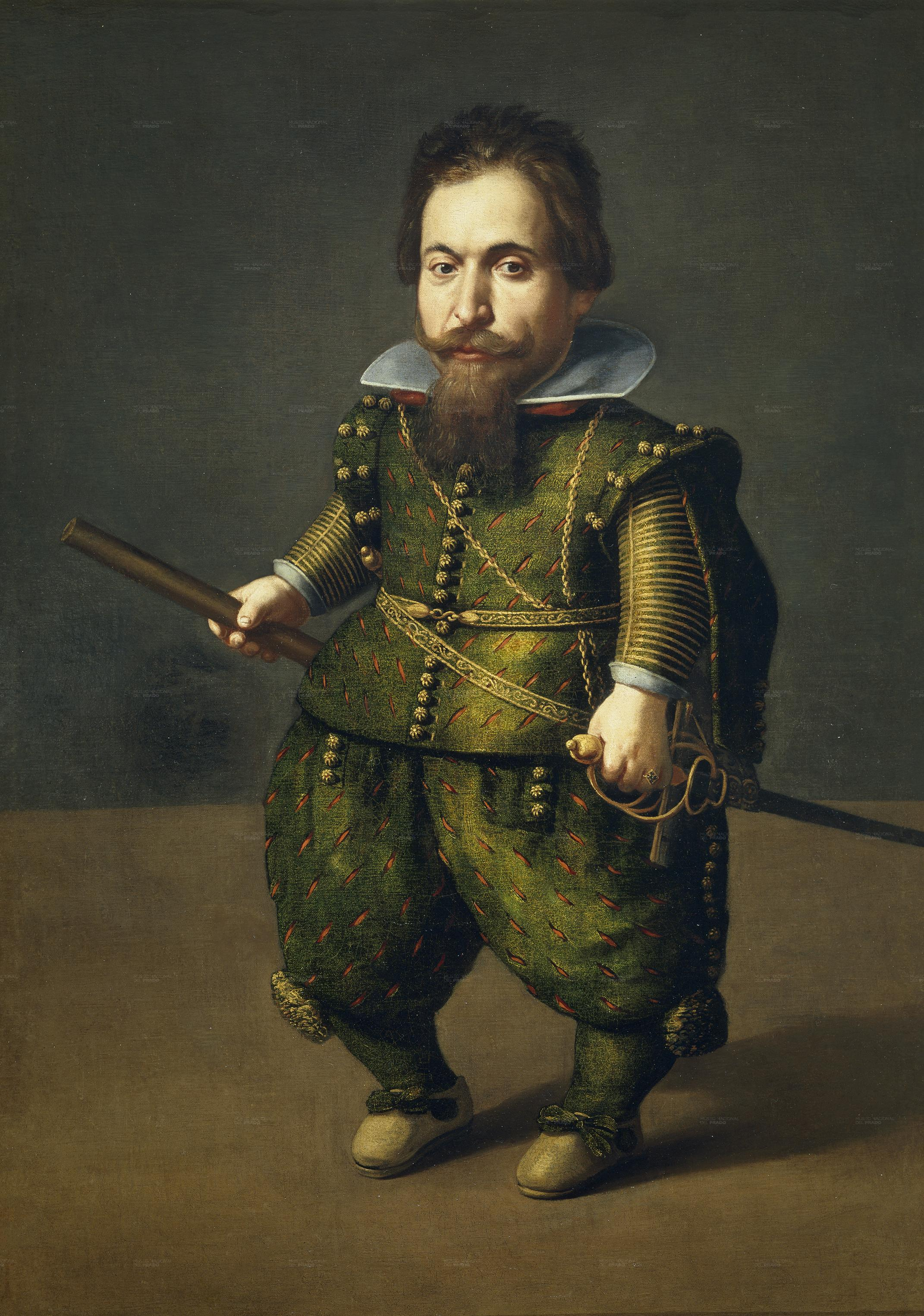
Juan van der Hamen enano

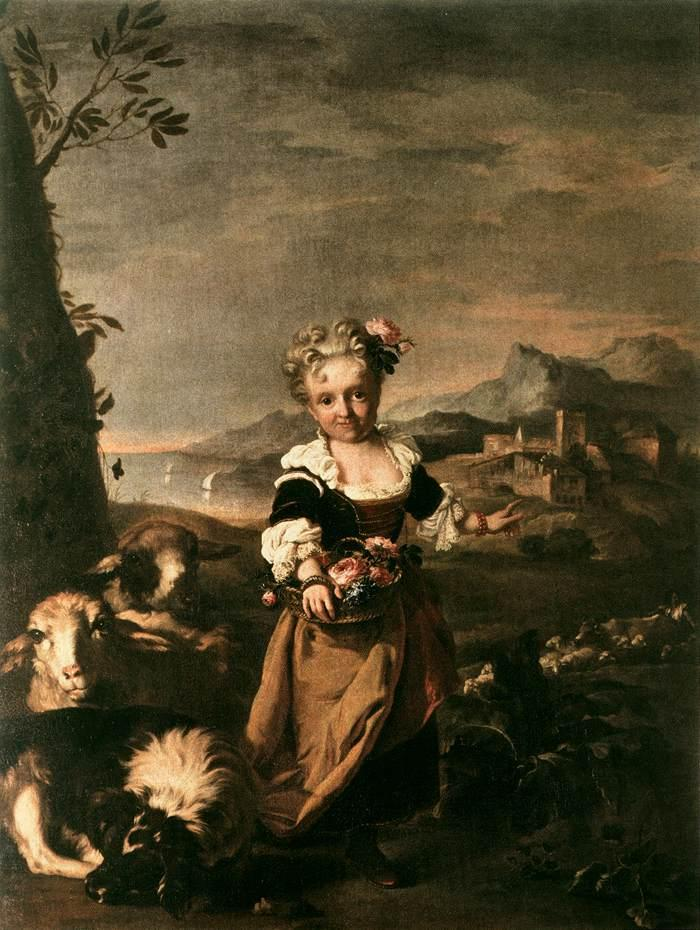
Angiola Biondi, hovdvärg hos Violanta Beatrice av Bayern, av Niccolò Cassana 1707, Palazzo Pitti, Florens.

Hovdvärg var en person med dvärgväxt som fanns anställd vid ett furstehov just på grund av sin växt. Positionen kunde ofta kombineras med hovnarrens, som också var anställd för att underhålla, och med morianer ett ålderdomligt ord som då användes för personer med svart hudfärg som också var anställda vid hoven till stor del för sitt utseende. Hovdvärgar liksom morianer fick ofta inte fullvärdig status som människor av sin samtid, och det ansågs därför legitimt att handla med dem och byta dem mellan hoven.

## Historia
Närvaron av personer med dvärgväxt vid olika härskares hov kan spåras till det forntida Egypten, där dvärgar ansågs ha särskilda gåvor och associerades med det övernaturliga, och det därmed gav status att ha en sådan i sitt hushåll. En hovdvärg nämns tidigast av farao Pepi II under den sjätte dynastin.
Seden var internationell, och förekom även i Kina, Afrika och Inkariket i nuvarande Peru. I Afrika var dvärgar ofta knutna till hoven där de innehade olika liturgiska funktioner och förekom som präster och prästinnor. I Kina fungerade hovdvärgarna som narrar och underhållare vid kejsarhovet sedan antik tid. Under det romerska kejsardömet användes dvärgar som statustecken i förmögna hushåll.
Seden med hovdvärgar kvarstod i både kungliga och adliga hushåll i det medeltida och tidigmoderna Europa. Vid slutet av 1700-talet började hovdvärgar bli omoderna, och under 1800-talet hade hovdvärgens tillvaro bytts ut mot att personer med dvärgväxt visade upp sig på cirkus snarare än vid kungliga och adliga personers hov och hushåll. Joseph Boruwlaski (1739–1837), ursprungligen hovdvärg i ett adligt polskt hushåll, försörjde sig under senare hälften av sitt liv genom att i stället turnera från hov till hov i Europa och hyra ut sig själv som hovdvärg, något som har betraktats som brytningspunkten mellan hovyrket och cirkusyrket för personer med dvärgväxt. Dessa yrken existerade parallellt en tid: redan under första hälften av 1700-talet nämns personer med dvärgväxt som turnerade omkring självständigt och visade upp sig för pengar, så som Matthew Burchinger och Robert och Judith Skinner.

## Arbetsvillkor
Hovdvärgarna ägdes och gavs bort som gåvor som slavar. Detta var också under samma tidsperiod som också normalvuxna personer från Afrika hölls som slavar vid hoven för att visas upp, och deras position har jämförts med varandra. Att arrangera äktenskap åt dem, vare sig med eller mot deras vilja, var vanligt, och om deras barn också led av dvärgväxt, kunde även de ges bort som presenter. Hovdvärgar köptes också av slavhandlare: Frankrikes drottning Katarina av Medici köpte till exempel hovdvärgar från Afrika.
Hovdvärgen hade en dubiös ställning, som ofta kombinerades med hovnarrens. Dvärgar användes bland annat för visuell effekt i den furstliga propagandan: de syntes ofta i närheten av kungliga personer vid högtider, och gav därmed intrycket att den kungliga personen var längre och mer imponerande. De fanns vid hoven för att underhålla. Deras underhållning kunde bestå av sådana saker som att demonstrera att de kunde saker som normalvuxna kunde, så som att läsa upp dikter eller tala främmande språk, eller också genom att utföra handlingar som inte skulle ha accepterats av normalvuxna och därmed, i publikens ögon, demonstrera att de inte var samma typ av människor. De betraktades som värdefulla kuriositeter. Isabella d'Este lät till exempel konstruera rum i sitt palats anpassade för hennes hovdvärgar, som hon sedan visade upp för sina gäster då de figurerade i dem.
Greve Joseph Boruwlaski (1739–1837), hovdvärg hos den polska grevinnan Humieska, beskrev sin ställning vid hennes hov som en "levande leksak" som uppfattades som en hybrid mellan människa och djur.
På grund av att hovdvärgarna, i likhet med hovnarren, inte hade fullvärdig status och inte togs på allvar, kunde de uppträda på ett sätt som inte accepterades för övrig hovpersonal men som tolererades från dem, så som att yttra politisk kritik och uppträda excentriskt. De kunde ofta leva relativt luxuöst, tilldelas adelstitlar och kläs i adlig klädedräkt, något som dock som regel inte var en hedersbevisning utan menat som ett skämt.

## I Sverige
Narrdräkten bars ofta av de svenska hovdvärgarna. I Sverige omtalas tidigt "Lilla Gunnel" och Fedossa från Ryssland i tjänst hos Sofia Vasa 1589-90 respektive 1589-1594.
I övrigt omtalas "dvärginnan Dorothea" Ostrelska, som ingick i drottning Katarina Jagellonicas hov, "Narrinnan Elisabet", som 1622 nämns hos Maria Eleonora, Anders Luxemburg hos Karl XII, och Anders Been och "dvärginnan Lilla Annika" Kollberg hos Hedvig Eleonora. Både Elisabet och Kollberg benämns under den formella titeln "hovpiga", men de fungerade i praktiken som narrar, något som också tycks vara fallet med Luxemburg. Anders Been, vars ställning beskrivs som den "mitt emellan kammartjänare och barberare", blev däremot slutligen adlad. 
Hovdvärgarnas ställning vid hovet beskrivs som förödmjukande: de mottog ingen lön, då de inte hade full status som människor, utan endast kläder, kost och logi. Vissa av dem kunde dock få undervisning, så som hovdvärgen Carl Ulrich, som även var "morian", och andra kunde till slut anställas i ett formellt yrke: morianen Tibe, Mattias Wiman, Tomas Berg och Turken Schabba var alla ursprungligen hovdvärgar, men lyckades så småningom få en riktig anställning som stalldrängar och därmed lön. Vid det svenska hovet var hovdvärgar fortfarande vanligt fram till Karl XII:s död 1718, då det fanns åtskilliga sådana vid hovet i Stockholm.

## Kända exempel
- Jeffrey Hudson
- Richebourg (spion)
- Maria Bárbola
- Jeppe (hovnarr)
- Thomazina Muliercula